# Parachondrostoma turiense
Parachondrostoma turiense é uma espécie de peixe actinopterígeo da família Cyprinidae.
Apenas pode ser encontrada na Espanha.
O seu habitat natural é: rios.
Esta espécie está ameaçada por perda de habitat.